# الحرب العثمانية الصفوية (1603–1618)
كانت الحرب العثمانية الصفوية حرب بين بلاد فارس الصفوية بقيادة عباس الأكبر‌ والدولة العثمانية في عهد السلطان أحمد الأول وبدأت في 1603 وانتهت بانتصار حاسم للصفويين في سنة 1618. في نهاية الحرب، كانت الدولة الصفوية قد استعادت سلطانها وسيطرتها على القوقاز وبلاد ما بين النهرين، وشرق الأناضول.

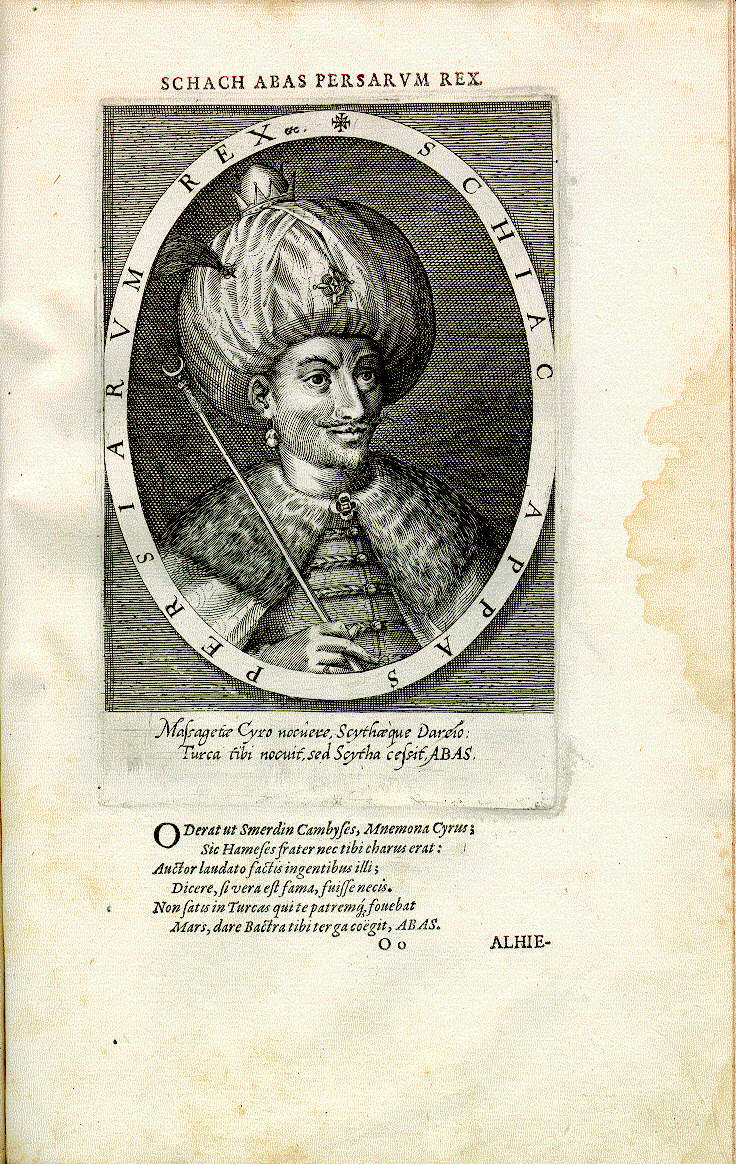
عباس الأول وتحديث الجيش الصفوي

## مجريات الحرب
بعد الهزائم التي مني بها الصفويون مع العثمانيون قام عباس الأول بإجراء عملية إصلاح كبير لجيشه من خلال رجل إنجليزي أسمه روبرت شيرلي وغلام الشاه المفضل ومستشاره الله وردي خان وبالتالي بدأت الحرب في 1603، مع أول أنتصار للدولة الصفوية في 1604. أجبر هذا العثمانيين على إعادة الأراضي التي استولوا عليها من بلاد فارس. ثم فاز فوزا آخر في البصرة عام 1605، بعد وقت قصير تمكن من توسيع دولته إلى ما وراء الفرات. مما اضطر العثمانيون للتنازل تقريبا عن كل من القوقاز وبلاد ما بين النهرين وشرق الأناضول، بما في ذلك الاعتراف بالهيمنة الفارسية على شمال القوقاز المحتلة حديثا في قبردينو- بلقاريا، وفقا لمعاهدة نصوح باشا.

## المرحلة الثانية
توقف القتال لفترة بعد توقيع معاهدة نصوح باشا نهاية عام 1612 ولكن عدم ألتزام عباس الأول بدفع التعويضات أدى إلى استئناف الأعمال العدائية وتمكن عباس في وقت لاحق من سحق كلي للقوة المتحالفة العثمانية والتتارية قرب السلطانية في 1618، بعد ذلك حاول القائد الأعلى العثماني الصدر الأعظم اوكوز قرة محمد پاشا أن يستولي على يريفان (أرمينيا الحالية) التي كان قد أخلاها منذ فترة قصيرة طبقاً لمعاهدة نصوح باشا. إلا أنه فض الحصار بعد 44 يوماً. هدف القائد الأعلى التالي دماد خليل پاشا كان أردبيل. وفي تلك المرة جنح عباس للسلام، ليصل إلى نهاية الحرب بشروط لصالح الصفويين بأبقاء الأراضي المكتسبة وتقليل تعويضات العثمانيين إلى النصف كما جاء في معاهدة سراف.

## المصدر
- Conflict and Conquest in the Islamic World: A Historical Encyclopedia, المجلد 1 ,page 699
- https://en.wikipedia.org/wiki/Ottoman–Safavid_War_(1603–18)
- Кэролайн Финкель «История Османской ипмерии. Видение Османа», — Москва, АСТ, 2010. ISBN 978-5-17-043651-4